# Європейський ордер на арешт
Європейський ордер на арешт (EAW) — ордер на арешт, який діє на території держав-членів Європейського союзу. Після видачі усі держави-члени ЄС зобов'язані розшукувати на своїх території об'єкта розшуку, а після знаходження — затримати і видати з метою кримінального чи судового переслідування.
Ордер може бути виданий для проведення кримінального переслідування, судового переслідування та відбуття покарання у вигляді позбавлення волі. Видача може бути застосована тільки щодо злочинців, які підозрюються, обвинувачуються чи визнані винними у вчиненні злочину, за яке передбачене покарання у вигляді позбавлення волі на термін не менше 1 року. У випадку, якщо вирок вже винесений, видачі підлягають злочинці, стосовно яких призначене покарання на термін понад 4 місяців.
Впровадження системи EAW мало збільшити швидкість і простоту видачі серед країн ЄС, видаливши політичну та адміністративну складову в кримінальному процесі, чим характеризувалися попередні системи видачі в Європі. Система Європейських ордерів на арешт набула значного поширення. Для прикладу, у 2008 році було видано 13500 ордерів.

## Підґрунтя для створення Європейського ордеру на арешт
Основи для введення єдиної та гармонійної системи видачі в ЄС були закладені в Маастрихтському договорі та Європейській конвенції про видачу. У 1999 році Європейська Рада також запропонувала скасувати формальні процедури для екстрадиції засуджених осіб. Однак механізм не діяв до терактів 11 вересня 2001 року в США. У той час пропонувалось використовувати Європейський ордер виключно як механізм розшуку терористів, однак досить швидко EAW почали видавати і на звичайних кримінальних злочинців. Остаточне рішення щодо запровадження Європейського ордеру для розшуку усіх кримінальних злочинців було прийнято у червні 2002 року.
Європейський ордер на арешт був заснований рішенням ЄС в 2002 році.. EAW замінили прийняту у 1957 році Європейську конвенцію про видачу, а також інші документи: Угоду 1989 року Про спрощення передачі прохань про видачу, Конвенцію 1995 року про спрощений порядок екстрадиції, Конвенцію 1996 року про екстрадицію між державами-членами, а також положення Шенгенської угоди щодо екстрадиції.
Рішення EAW Framework набуло чинності 1 січня 2004 року в восьми державах-членах, а саме: Бельгія, Данія, Фінляндія, Ірландія, Португалія, Іспанія, Швеція і Велика Британія. До 1 листопада 2004 всі держави-члени адаптували національне законодавство, крім Італії, яка адаптувала своє законодавство 22 квітня 2005. Болгарія і Румунія затвердили рішення про приєднання до EAW у 2007 році.

## Особливості
Є кілька особливостей європейського ордера на арешт, які відрізняють його від договорів і домовленостей, що регулювали видачі між державами-членами ЄС раніше. EAW не видається дипломатичними каналами, вони можуть бути виконані для широкого спектра злочинів без будь-яких вимог щодо відповідальності за певний злочин на території країни-виконавця. Крім того, держава не може відмовитись від видачі на підставі того, що особа розшукується за економічний злочин.

### Обов'язковість видачі
Держава-виконувач зобов'язана видати особу, не зважаючи на будь-які особливості національного законодавства осіб, які визнані винними, обвинувачуються чи підозрюються у вчиненні наступних категорій злочинів:
- Участь у злочинній організації;
- Тероризм;
- Торгівля людьми;
- Сексуальна експлуатація дітей та розповсюдження дитячої порнографії;
- Незаконний обіг наркотичних засобів і психотропних речовин;
- Незаконний обіг зброї, боєприпасів і вибухових речовин;
- Корупція;
- Шахрайство, в тому числі шахрайство, що зачіпає фінансові інтереси Європейського союзу;
- Відмивання доходів від злочинів;
- Підробка грошових знаків;
- Комп'ютерні злочини;
- Екологічні злочини, в тому числі з незаконним обігом зникаючих видів тварин і зникаючих видів рослин і сортів;
- Сприяння нелегальній міграції;
- Вбивство, нанесення тяжких тілесних ушкоджень;
- Незаконна торгівля людськими органами і тканинами;
- Викрадення людей, незаконне позбавлення волі і захоплення заручників;
- Расизм і ксенофобія;
- Участь у організованому чи збройному угрупуванні;
- Незаконний обіг культурних цінностей, зокрема антикваріату і творів мистецтва;
- Рекет та здирництво;
- Контрафакція та розповсюдження піратської продукції;
- Підробка документів;
- Підробка платіжних засобів;
- Незаконний обіг гормональних речовин та інших стимуляторів росту;
- Незаконний обіг ядерних та радіоактивних матеріалів;
- Обіг викрадених транспортний засобів;
- Зґвалтування;
- Підпал;
- Злочини, що підлягають під юрисдикцію Міжнародного кримінального суду;
- Незаконне захоплення повітряного або морського судна;
- Саботаж.

## Передача громадян
До прийняття EAW в 2002, 11 з 15 тодішніх членів ЄС — Австрія, Бельгія, Данія, Фінляндія, Франція, Німеччина, Греція, Люксембург, Португалія і Швеція — відмовились від видачі своїх громадян Крім того, 7 з 12 членів, які приєдналися в період між 2004 і 2007 рр. — а саме: Болгарія, Чехія, Литва, Латвія, Польща і Словенія — заявили про аналогічну заборону щодо видачі власних громадян.

## Підстави для відмови від виконання ордера
Існують причини, по яких судовий орган може відмовитись виконувати ордер на арешт. Держави-учасниці встановлюють додаткові підстави для відмови у виконанні ордеру.

### Імперативні підстави для відмови
Відповідно до умов EAW (Рамкової угоди) судові органи зобов'язані відмовити у виконанні ордеру, якщо:
- Злочин, за який розшукується особа, підлягає відповідальності на території виконанні запиту, та підлягає амністії;
- Запитувана особа була виправдана, або засудженна на території виконання вироку за дії, за які вона розшукується;
- Запитувана особа не досягла віку кримінальної відповідальності[10].

### Заочна відмова
Суд вправі відмовити в виконанні ордеру, якщо особа:
- Була викликана і, знаючи про час і місце судового розгляду, не змогла взяти участь у розгляді, або не з'явилась;,
- Не була викликана, однак підтвердила, що знає про час і місце судового розгляду, і не з'явилась;

### Умовна передача
Рамкове рішення також передбачає можливість при виконанні державами-членами просити певні гарантії від держави-запитувача.
- Якщо розшукуваній особі загрожує довічне позбавлення волі, держава-виконавець може встановити вимогу, аби запитувана особа мала право на умовно-дострокове звільнення після відбуття 25 років позбавлення волі;
- Якщо запитувана особа є громадянином або резидентом держави-виконавця, держава-виконавець може поставити вимогу щодо відбуття особою покарання на території держави-виконавця[11]

## Процедура

### Видача ордеру
Європейський ордер на арешт може бути виданий тільки компетентним судовим органом у державі-члені ЄС, або державою з особливою угодою з ЄС. Судовий орган повинен заповнити форму, вказавши в ній особу і громадянство розшукуваної особи, характер і правову кваліфікацію злочину, обставини здійснення злочину.
У багатьох державах-членах призначені прокурори, на яких покладені функції судових органів в частині видачі ордерів на арешт. Англійський Високий суд постановив:
«Не може бути сказано, що термін відноситься тільки до судді, який виносить рішення. Інші, включаючи прокурорів, можуть бути включені в цей термін для різних цілей. Це повністю узгоджується з принципами взаємного визнання і взаємної довіри, щоб визнати дійсною EAW виданий органом кримінального переслідування, призначених відповідно до статті 6.»
Верховний суд підтвердив це рішення.

### Передача
На відміну від традиційних угод про екстрадицію, розшукуваного за Європейським ордером на арешт не потрібно передавати державі-запитувачу. Якщо місцезнаходження розшукуваної особи відомо, EAW може бути передано безпосередньо у вказаний центральний орган держави-запитувача. В іншому випадку видача судовий орган може звернутися за допомогою до Європола або Інтерполу.

### Мінімальний поріг
Рамкове рішення вимагає, що ордер може бути виданий тільки коли злочин карається позбавленням волі на строк не менше одного року, або коли щодо особи вже винесений вирок, яким встановлено покарання у вигляді позбавлення волі на строк не менше 4 місяців.

### Права арештованого
Особа, арештована за Європейським ордером на арешт, має право на отримання інформації про ордер, його зміст. Рамкове рішення також передбачає, що запитувана особа має право на допомогу адвоката і перекладача відповідно до національного законодавства виконуючої держави-члена.

### Терміни
Рамкове рішення передбачає терміни для виконання остаточного терміну про видачу. Якщо запитувана особа погоджується на видачу, рішення судової влади повинно набрати законої сили десяти днів з моменту такої згоди. Якщо запитувана особа відмовляється дати згоду на видачу, судова влада повинна прийняти остаточне рішення протягом 60 днів з моменту арешту. У 2011 році Європейська комісія повідомила, що середній час передачі осіб, які погодилися на видачу — 16 днів, а період для тих, хто не давав згоди склав 48.6 днів

## Особливості
Держава, яка бажає притягнути до відповідальності особу за злочин, вчинений до її видачі, або бажає видати будь-яку особу в третю державу, зобов'язана, з урахуванням певних виключень, отримати дозвіл від судового органу. Такий запит має бути зроблений у тій самій формі, що і Європейський ордер на арешт, і виконаний або відхилений за тими ж правилами, що встановлені для EAW. Це називається «правом спеціальності».
Крім того, держава має право не видавати особу, якщо:
- Вона переслідується за злочини, які не можуть понести покарання у вигляді позбавлення волі, або можуть тільки в результаті несплати штрафу;
- Якщо запитувана особа була звільнена з-під варти, і мала можливість покинути країну[19];
- Якщо запитувана особа відмовилась від свого «права спеціальності»[20];
- Якщо інша держава розшукує людину за Європейським ордером на арешт, і розшукувана особа бажає, аби її було передано саме цій державі[21];